# Euro Hockey Tour 2012/2013
Euro Hockey Tour 2012/2013 var den sjuttonde upplagan av Euro Hockey Tour. Lagen som var med är följande: Tjeckien, Finland, Ryssland och Sverige. Liksom föregående år är en match utbruten från ordinarie spelplats och avgörs på annan ort och i annat land.
Ryssland vann turneringen genom en vinst i Channel One Cup, en andraplats i Czech Hockey Games och två tredjeplatser i turneringarna Karjala Tournament samt Oddset Hockey Games.

## Turneringar

### Karjala Tournament
Karjala Tournament 2012/2013 spelades 7-10 november 2012, i Åbo, Finland, med den utbrutna matchen Tjeckein mot Sverige i Liberec, Tjeckien. Tjeckien vann turneringen med tre raka matcher och endast två insläppta mål. Detta var Tjeckiens första vinst i Karjala Tournaments historia.

### Channel One Cup
Channel One Cup 2012/2013 spelades i Moskva, Ryssland, den 13 till 16 december 2012, med den utbrutna matchen Finland - Tjeckien i Helsingfors, Finland. Ryssland vann turneringen före Sverige. Ryssland kopierade Tjeckiens bedrift från Karjala Tournament och släppte endast in två mål. 

### Oddset Hockey Games
Oddset Hockey Games 2012/2013 spelades i Malmö Arena, Malmö, Sverige, 6 - 10 februari 2013, med den utbrutna matchen Ryssland - Finland i Ryssland. Finland vann sin första turneringsseger i årets Euro Hockey Tour 2012/2013. 

### Kajotbet Hockey Games
Kajotbet Hockey Games 2012/2013 avgjordes 25 - 28 april 2013 i Brno, Tjeckien, med en utbruten match, Sverige mot Ryssland, som spelades i Jönköping, Sverige. Sverige vann turneringen före Ryssland och med Tjeckien på tredje plats.

## Tabell
Slutställning Euro Hockey Tour 2012/2013.
| Lag      | S  | V | VÖ | FÖ | F | GM | IM | P  |
| -------- | -- | - | -- | -- | - | -- | -- | -- |
| Ryssland | 12 | 6 | 2  | 1  | 3 | 34 | 20 | 23 |
| Tjeckien | 12 | 6 | 0  | 0  | 6 | 16 | 24 | 18 |
| Finland  | 12 | 4 | 1  | 2  | 5 | 25 | 25 | 16 |
| Sverige  | 12 | 5 | 0  | 0  | 7 | 23 | 29 | 15 |

## Prissummor
Prissummorna för turneringarna Karjala Tournament, Channel One Cup, Oddset Hockey Games och Kajotbet Hockey Games är:
- 1:a plats 50 000 euro
- 2:a plats 30 000 euro
- 3:a plats 25 000 euro
- 4:e plats 15 000 euro

Euro Hockey Tour 2012/2013 års prissummor för slutställning efter fyra turneringar:
- 1:a plats 75 000 euro
- 2:a plats 30 000 euro
- 3:a plats 15 000 euro

Maximalt kan ett lag vinna 275 000 euro under denna säsong genom att vinna fyra turneringar och erövra förstaplatsen i slutställningen för Euro Hockey Tour. Minsta prissumma som ett lag kan få är 60 000 euro, genom fyra fjärdeplatser.